# 交響曲第1番 (シュポーア)
交響曲第1番 変ホ長調 作品20 (独: Sinfonie Nr. 1 op. 20)は、ドイツの作曲家ルイ・シュポーアが1811年に作曲した交響曲である。
初演は同年に、ライプツィヒで行われた。

## 編成
フルート2、オーボエ2、クラリネット2、ファゴット2、ホルン2、トランペット2、トロンボーン3、ティンパニ、弦5部

## 楽曲構成
全4楽章からなる。演奏時間は約36分から37分。
- 第1楽章 Adagio. Allegro
- 第2楽章 Larghetto con moto
- 第3楽章 Scherzo. Allegro
- 第4楽章 Finale. Allegretto